# Силициев карбид
Силициевият карбид (SiC) е съединение на силиция с въглерода. В чист вид е безцветен кристал с диамантен отблясък, техническият продукт има зелен или червен цвят. Силициевият карбид е труднотопим (топи се с разлагане при температура 2830 °C) по твърдост отстъпва само на диаманта и борния карбид B4C. Той е устойчив в различни химични среди, включително при високи температури. Употребява се като абразив (при шлифоване), за рязане на твърди метали, в електротехниката, за изработване на химическа и металурическа апаратура.

## Срещане в природата
Естествено възникващият моасанит се среща само в миниатюрни количества в някои видове метеорити и в корундови находища и кимбърлит. На практика всичкият силициев карбид, който се продава в света, включително и бижутата от моасанит, е изкуствен. И докато съединението е рядко на Земята, то е доста често срещано в космоса. То е често срещана форма на космически прах около въглеродните звезди.

## Производство
Тъй като моасанитът е изключително рядък, повечето силициев карбид се набавя по изкуствен път. Най-простият процес за това е да се комбинира силициев пясък и въглерод в пещ с електрическо съпротивление при висока температура, между 1600 и 2500 °C. Фини частици SiO2 в растителен материал (например оризови люспи) също могат да бъдат преобразувани в SiC чрез нагряване на излишния въглерод от органичния материал. Силициевият дим, който е вторичен продукт от произвеждането на силиций и феросилициеви сплави, също може да бъде превърнат в SiC чрез нагряване с графит при 1500 °C. 
|           |        |           |
| (β)3C-SiC | 4H-SiC | (α)6H-SiC |